# Ramón María Narváez
Ramón María Narváez y Campos, I duque de Valencia (Loja, Granada, 5 de agosto de 1799-Madrid, 23 de abril de 1868) fue un militar y político español, siete veces presidente del Consejo de Ministros de España entre 1844 y 1868. Conocido como El Espadón de Loja, fue uno de los políticos más influyentes durante el reinado de Isabel II, junto a Baldomero Espartero y Leopoldo O'Donnell. Como líder del Partido Moderado es reconocido por haber sido el principal defensor del sistema isabelino frente a la amenaza de la revolución que se cernía sobre España.

## Inicios
Hijo de José María Narváez y Porcel, 1.er conde de Cañada Alta, y María Ramona Campos y Mateos, tuvo un hermano llamado José Narváez y Campos, 2.º conde de Cañada Alta.
Su carrera militar comenzó en el regimiento de Guardia Valona en 1815, y durante el Trienio Constitucional (1820-23) se decantó por los partidarios del liberalismo. Tuvo un papel destacado en la lucha contra la sublevación absolutista de la Guardia Real en Madrid (julio de 1822). Posteriormente, sirvió bajo el mando de Francisco Espoz y Mina en Cataluña, en la campaña para derribar la Regencia de Urgel, en la que tuvo una participación significativa en la toma y destrucción de Castellfollit de Riubregós y la definitiva ocupación de la Seo de Urgel, el 3 de febrero de 1823. Poco después tuvo que enfrentarse a las tropas de los Cien Mil Hijos de San Luis, que le harían prisionero en junio de 1823. Trasladado a Francia, permaneció retenido en cárceles galas hasta el 2 de junio de 1824, cuando Fernando VII publicó un decreto que hizo posible la liberación de los presos por su apoyo al régimen liberal. Durante este periodo, Narváez protagonizó un intento de suicidio.

## Primera guerra carlista

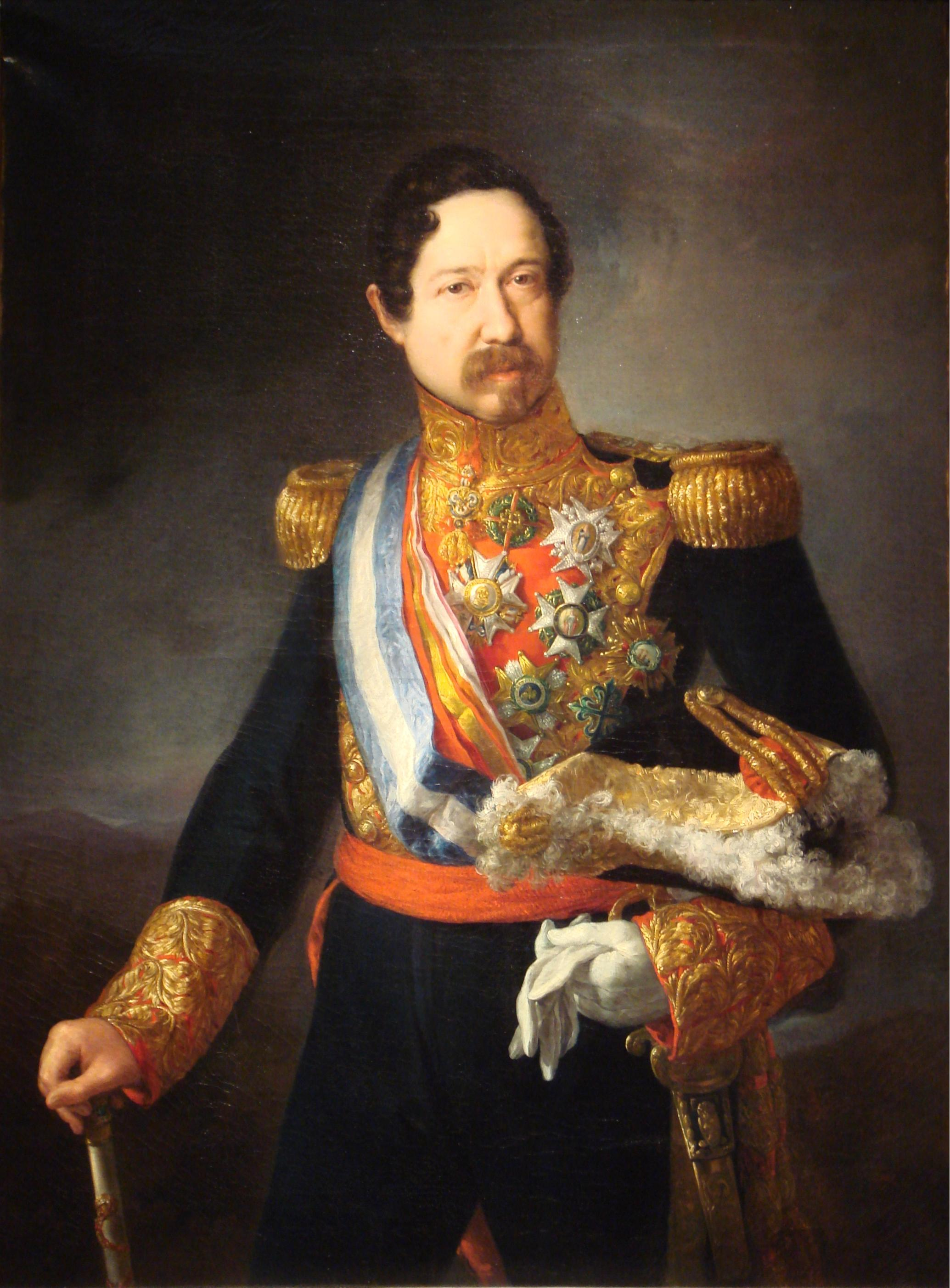
Ramón María Narváez, por Vicente López Portaña. (Museo de la Legión de Honor).

Tras rechazar cualquier tipo de cargo durante el reinado de Fernando VII, Narváez marchó a su Loja natal, donde permaneció nueve años, dedicado a la explotación agrícola de sus tierras, tarea que contribuyó a incrementar su fortuna. Tras el estallido de la primera guerra carlista se reincorporó al ejército en 1834, para servir al lado de las fuerzas liberales, que defendían el trono de Isabel II. Destinado al frente norte, escenario principal de la contienda, Narváez no tardaría en demostrar sus dotes militares, que le valieron ya un primer ascenso a 2.º comandante de infantería tras la batalla de El Carrascal, en diciembre de 1834. Más tarde, en julio de 1835, participó en la batalla de Mendigorría, al frente del batallón del Infante. Su actuación le valió el ascenso a teniente coronel. El 17 de agosto de ese mismo año fue encargado de la persecución de la partida guerrillera de Jerónimo Merino, "el Cura Merino", al que infligiría una derrota en el Puerto de la Cebollera. De vuelta al frente del norte, Narváez elevaría su prestigio al dirigir en octubre de 1835 una exposición a la reina por la que cedía su sueldo anual, de 18 000 reales, para sufragar la lucha. En enero de 1836, destacaría en la batalla de Arlabán, en la que resultó herido y tras la que sería recompensado con su promoción a brigadier.
En mayo de 1836 fue destinado al Ejército del Centro, donde se vio envuelto en algunas operaciones en el Bajo Aragón, y donde se enfrentó y derrotó a Ramón Cabrera en Pobleta de Morella. Tras un breve retorno al frente Norte, donde participó en la batalla de Montejurra, se le encomendó la persecución de la Expedición Gómez, una expedición conformada por unos 2700 infantes y 180 jinetes, encabezada por el general carlista Miguel Gómez Damas, que había recorrido gran parte de la península ibérica, tratando de alentar nuevos focos de apoyo al infante Carlos María Isidro de Borbón. Las fuerzas de Narváez y Gómez se enfrentarían en la Sierra de Aznar, con victoria para el ejército liberal, que no logró destruir por completo a las tropas carlistas, por la insubordinación de tropas comandadas por el general Isidro Alaix Fábregas, lo que propiciaría el enfrentamiento de Narváez con este y, consecuentemente, con el general Baldomero Espartero, su principal valedor.
Tras un periodo de inactividad motivado por su enfrentamiento con el Gobierno de José María Calatrava, fue encargado en septiembre de 1837 de la organización y mando de un ejército de reserva del sur de España, con el que se dedicó durante más de un año a la tarea de desactivar las distintas partidas de guerrilleros carlistas en La Mancha, obteniendo una larga serie de victorias frente a algunos de los cabecillas principales del carlismo en la región, como "Palillos", "Revenga" o "el Feo de Buendía".

## Entrada en la política
En 1838 fue promovido a mariscal de campo, y electo diputado a Cortes Generales. Su gran habilidad militar y su ideología liberal hicieron que tanto progresistas como moderados pretendiesen que se incorporara a sus respectivos partidos. Isidro Alaix Fábregas, hombre de confianza de Espartero, potenció el proceso que se abrió a Narváez tras su implicación en un movimiento de sublevación popular, acaecido en Sevilla ese mismo año, dirigido por el general Córdova contra el gobierno del duque de Frías. Narváez se refugió primero en Gibraltar, y, exiliado en París, presidió junto a Córdova una junta de oposición a Espartero, la llamada "Orden Militar Española", que veía en la sublevación el medio para liquidar la hegemonía progresista en España. Permanecería en la capital francesa durante los tres años que duró la regencia de Espartero. Fue senador por la provincia de Cádiz entre 1843 y 1845 y senador vitalicio desde ese año hasta su fallecimiento en 1868.
El 27 de junio de 1843 desembarcaría en Valencia, para ponerse al frente de una revolución en la que también estaban implicados militares de relieve como Francisco Serrano y Juan Prim y que contaba con el respaldo del progresista disidente Salustiano Olózaga. El 23 de julio de ese año derrotaría a las tropas esparteristas de Seoane en Torrejón de Ardoz, cerca de Madrid, en una batalla que precipitaría la caída del régimen de Espartero. Por esta victoria sería ascendido a teniente general. En noviembre es víctima de un atentado en la calle del Desengaño de Madrid, al que logra sobrevivir. Fallece, sin embargo, su ayudante, José Basetti.

## Presidente
La reputación alcanzada por su papel director en el movimiento revolucionario de 1843, promocionó a Narváez como nuevo hombre fuerte del Partido Moderado. Así, en 1844, cuando Isabel II, que ya había sido declarada mayor de edad, decidió entregar la función de gobierno a los moderados, Narváez fue designado por primera vez presidente del gobierno. Este primer gabinete tuvo como tarea principal la reforma de la constitución, una labor en la que a Narváez le tocó ejercer de árbitro entre el marqués de Viluma, ministro de Estado, partidario de una carta otorgada, y de los ministros de Gobernación y Hacienda, el marqués de Pidal y Alejandro Mon, respectivamente, partidarios de reformar a través de las Cortes la Constitución de 1837. Finalmente se inclinó del lado de estos últimos, convirtiéndose en uno de los impulsores de la Constitución de 1845. El 18 de noviembre de 1845, Isabel II premia su lealtad concediéndole el Ducado de Valencia con Grandeza de España.
Aparte de la reforma constitucional, el primer Gobierno de Narváez se sumió en una ingente labor legislativa, entre cuyas principales medidas se encuentran:
- Reforma fiscal, llevada a cabo por Alejandro Mon, que unió la constelación de impuestos heredada del Antiguo Régimen en solo cuatro.
- Guardia Civil: Creada por Francisco Javier Girón, duque de Ahumada, en 1844.
- Instrucción Pública: Reorganización dirigida por Pedro José Pidal y por la cual el Estado asume las competencias de la instrucción pública como propias.
- Desamortización: Cese de la venta de bienes del clero y devolución de los bienes enajenados a la Iglesia que no hubiesen sido aún vendidos, lo que favoreció un desbloqueo de las relaciones con la Santa Sede.
- Centralización administrativa: Ley de 8 de enero de 1845.
- Delitos de imprenta: Decreto del 6 de julio de 1845, por el cual se ponía fin a la competencia exclusiva de los juicios por jurados.
- Sufragio censitario: Ley electoral de 1846.

Durante su mandato, Narváez tuvo que hacer frente a diversas conspiraciones y sublevaciones para hacerle caer, como las dirigidas por Prim en 1844 o el levantamiento en noviembre del mismo año del general Martín Zurbano, que sería apresado y fusilado a inicios de 1845.
La caída de Narváez en 11 de febrero de 1846 se debió, fundamentalmente, a las desavenencias surgidas dentro del gobierno por la cuestión de la boda de la reina. Fue sustituido por el marqués de Miraflores. El 16 de marzo la reina volvió a llamar a Narváez, que formó un gobierno en el que, además de la presidencia, se reservó para sí los ministerios de Estado y Guerra. Una serie de medidas autoritarias y las diferencias con la Corona en asuntos como la boda de Isabel II y la posible intervención de España en México privaron al Ejecutivo de apoyos y, solo 19 días después, Narváez presentaba su dimisión, siendo sustituido por Istúriz el 5 de abril. Para evitar su presencia cerca de la Corte, el nuevo Gobierno le designó embajador en Nápoles, cargo que rechazó, y posteriormente en París.

## Retorno al poder
Narváez volvió a ocupar la presidencia del Consejo de Ministros desde el 4 de octubre de 1847 hasta enero de 1851, siendo solo interrumpido por el "gobierno relámpago" del conde de Clonard (19 de octubre de 1849).
Durante este mandato, destacó el papel activo de Narváez para sofocar con eficacia y prontitud los motines callejeros y pronunciamientos militares, como reflejo extremista español a los acontecimientos europeos de la Revolución de 1848, que se dieron a lo largo de ese año, en algún caso, alentados por el infante don Enrique, marqués de Albaida. En marzo estallaron las revoluciones de Madrid el día 26 y en Barcelona y Valencia el 28 y 29. En Sevilla se produjo el 13 de mayo y de nuevo en Barcelona el 30 de septiembre.
Su éxito en mantener a España ajena a los movimientos revolucionarios que sacudían Europa le valió un enorme prestigio a nivel internacional, donde sería reconocido como “uno de los más fuertes adalides del orden público y de la tranquilidad general”, según consideraciones del Gobierno francés. No obstante, fue durante este periodo, en el que se tomaron importantes medidas autoritarias para contener la revolución cuando se fue extendiendo en la política española la crítica a las actitudes dictatoriales de Narváez.
A lo largo de este Gobierno, Narváez tuvo que lidiar también con los problemas derivados de la situación de la Corona, donde las infidelidades de Isabel II, alentaban los intentos desestabilizadores del rey consorte, Francisco de Asís. Los principales logros de este segundo gobierno fueron la neutralización de los movimientos revolucionarios de 1848 comentados anteriormente, el asiento de las bases para la posterior firma del Concordato con la Santa Sede y la promulgación del nuevo Código Penal (22 de septiembre de 1848).
También fue durante este mandato cuando se decidió la toma de las islas Chafarinas, con el fin de desterrar a los piratas que las tomaban como base para hostilizar las plazas españolas en el Norte de África. Y en clave interna, tuvo que hacer frente a un rebrote del movimiento carlista en tierras catalanas, en la conocida como segunda guerra carlista o Guerra de los Matiners.
El 14 de enero de 1851 presentó su dimisión, siendo sustituido en la presidencia por Juan Bravo Murillo.

## Últimos mandatos y muerte

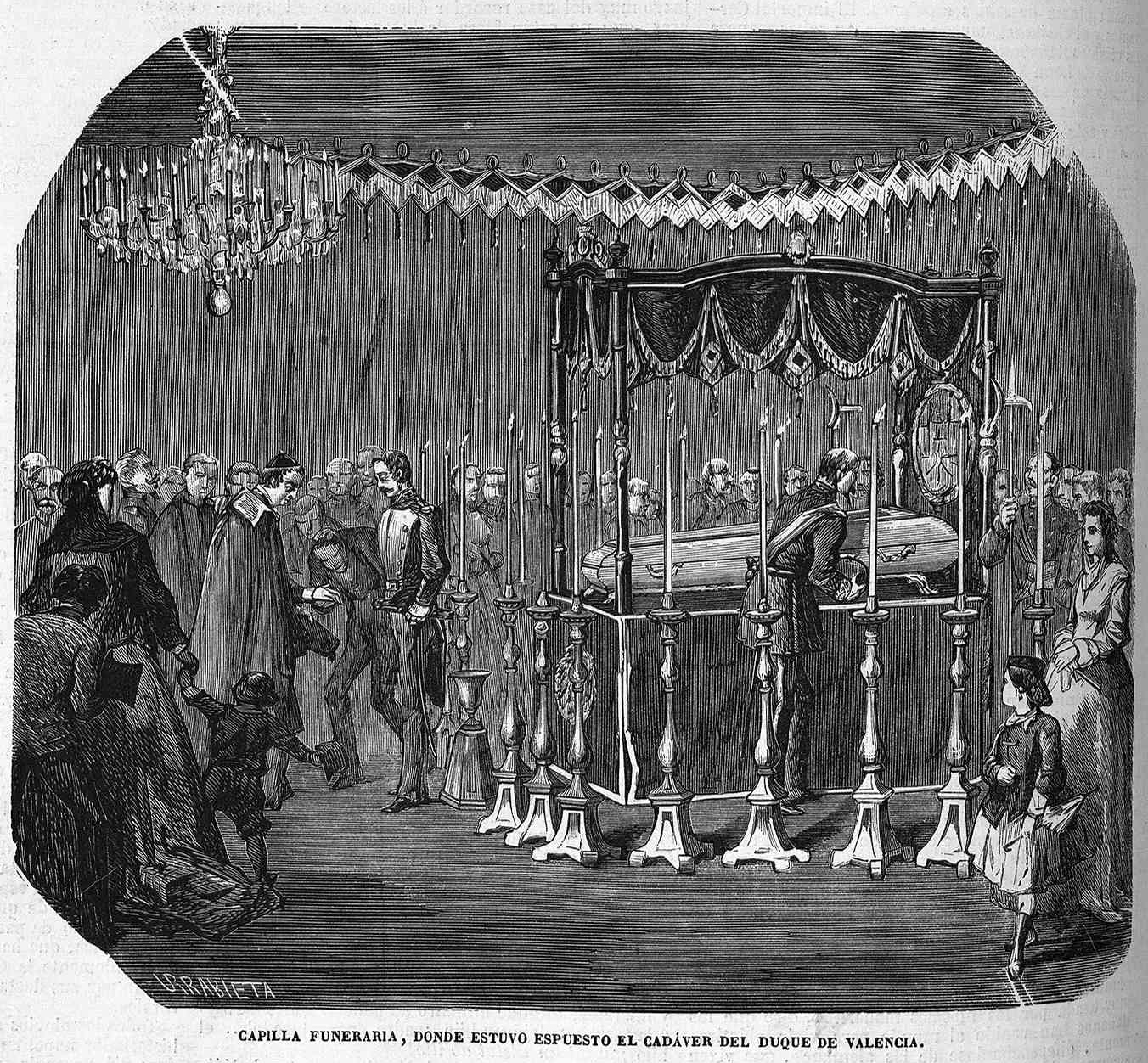
Capilla funeraria de Narvéz, grabado de Urrabieta publicado en El Museo Universal el 2 de mayo de 1868.

Tras el pronunciamiento militar de Leopoldo O'Donnell, la formación de un gobierno fue nuevamente confiada a Narváez, gabinete que presidió entre el 12 de octubre de 1856 y el 15 de octubre de 1857.
Entre 1856 y 1868 presidió tres gabinetes, desde los cuales ejerció una política represiva de cualquier manifestación subversiva, a la vez que trataba de introducir medidas reformistas.
Su fallecimiento, el 23 de abril de 1868, ocasionó el rápido resquebrajamiento del Partido Moderado. Solo cinco meses más tarde, el 19 de septiembre de 1868, se produce el cuartelazo que pone fin a la monarquía constitucional de Isabel II.
El archivo de Narváez se disgregó cuando el embajador chileno Sergio Fernández Larraín se llevó a su país parte del mismo, entre otros importantes documentos. En 1996 el estado español recuperó comprándolo parte del mismo (70 legajos).